# Rebra
Rebra is een Roemeense gemeente in het district Bistrița-Năsăud.
Rebra telt 3067 inwoners.